# روب بيرنت
روب بيرنت (بالإنجليزية: Rob Burnett)‏ هو منتج أفلام وكاتب سيناريو ومخرج أمريكي، ولد في 8 يوليو 1962 في نورث كالدويل في الولايات المتحدة.

## وصلات خارجية
- روب بيرنت على موقع IMDb (الإنجليزية)
- روب بيرنت على موقع ألو سيني (الفرنسية)
- روب بيرنت على موقع أول موفي (الإنجليزية)
- روب بيرنت على موقع قاعدة بيانات الفيلم (الإنجليزية)
- روب بيرنت على موقع كينوبويسك (الروسية)